# Mauro Gómez Peralta
Mauro Gómez Peralta (* 1937) ist ein ehemaliger mexikanischer Botschafter.

## Leben
1972 war er als Delegierter der Asociación Sindical de Pilotos Aviadores (ASPA), Präsident des Congreso del Trabajo. Seit 15. September 2008 leitete er die Dirección General de Aeronáutica Civil (DGAC mexikanisches Pendant zum Luftfahrt-Bundesamt).
| Vorgänger                          | Amt                                                                                          | Nachfolger                         |
| ---------------------------------- | -------------------------------------------------------------------------------------------- | ---------------------------------- |
| Ramón Ruiz Vasconcelos             | mexikanischer Botschafter in Santo Domingo 15. März 1967 bis 5. November 1969                | Francisco Espartaco García Estrada |
| Francisco Espartaco García Estrada | mexikanischer Botschafter in Warschau 4. Februar 1970 bis 18. Januar 1971 Renunció al cargo. | Rodolfo Navarrete Tejero           |
| Antonio J. Hernández (crom)        | presidente del Congreso del Trabajo 1. Juni bis 30. November 1972                            | —                                  |
| P.A. Amadeo Castro Almanza         | presidente del Colegio de Pilotos Aviadores de México 1974 bis 1976                          | P.A. René Suárez Pérez             |